# Rio Cupaş
O Rio Cupaş é um rio da Romênia, afluente do Bicaz, localizado no distrito de Harghita,

Neamţ.